# Fritz Schmenkel
Fritz Schmenkel (* 14. Februar 1916 in Warsow, Kreis Randow; † 22. Februar 1944 in Minsk) war ein deutscher Kommunist und Widerstandskämpfer gegen den Nationalsozialismus, der während des Zweiten Weltkrieges an der Seite weißrussischer Partisanen kämpfte und später hingerichtet wurde.

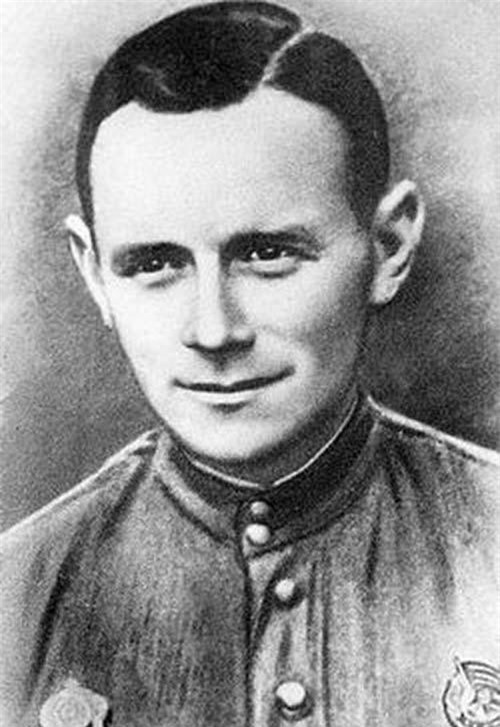
Fritz Schmenkel

## Leben
Fritz Hans Werner Schmenkel wurde 1916 als Sohn des Ziegeleiarbeiters Paul Krause in Warsow im Kreis Randow (heute Szczecin-Warszewo Polen) geboren. Sein Vater war ein entschiedener Gegner der nationalsozialistischen Ideologie, er soll 1932 bei einer gewaltsamen Auseinandersetzung mit Angehörigen der SA ums Leben gekommen sein. Die Staatssicherheit ermittelte allerdings später, dass der Vater kein KPD-Mitglied war und erschossen wurde, als er betrunken einen Polizisten angriff. Schmenkel wuchs vor allem bei seiner Großmutter väterlicherseits auf, die ihn anfänglich prägte. Nach dem gewaltsamen Tod des Vaters ruhte der Unterhalt der Mutter zum größten Teil auf Schmenkels Schultern, so dass er zunächst als Landarbeiter, später als Kutscher auf dem Gut Kückenmühl in Warsow arbeitete. Im Oktober 1936 wurde er als 20-Jähriger zum Reichsarbeitsdienst nach Beuthen eingezogen. Dort lernt auch er seine spätere Frau Erna Schäfer kennen, die er 1937 heiratete. Aus dieser Ehe gingen zwei Töchter und ein Sohn hervor. Anfang des Jahres 1938 zog das junge Paar in das schlesische Gühlichen, wo Schmenkels Schwiegereltern lebten. Da Schmenkels Schwiegervater SA-Mitglied war, blieben innerfamiliäre politische Auseinandersetzungen nicht aus.
Im Dezember 1938 wurde Schmenkel zur Wehrmacht eingezogen, wo er eine Ausbildung zum Kanonier erhielt. Der Dienst in Uniform war ihm zuwider und seine Disziplinlosigkeit brachte ihm mehrmals eine Arreststrafe ein. Nach wiederholtem unerlaubten Entfernen von der Truppe, zuletzt im Oktober 1939, wurde Schmenkel verhaftet und 1940 von einem Kriegsgericht zu 18 Monaten Haft verurteilt, die er im Wehrmachtgefängnis Torgau und im Lager Cobnik verbüßte. Im Juli 1941, kurz nach dem deutschen Überfall auf die Sowjetunion, meldete sich Schmenkel freiwillig an die Ostfront, offensichtlich mit der Absicht, bei einem Fronteinsatz überzulaufen. Im November 1941, nur einige Wochen nach seiner Verlegung an die Front als Angehöriger des 1. Artillerieregiments der 186. Infanteriedivision, desertierte er und flüchtete in die Wälder von Smolensk. Von dort aus gelang es ihm, zu einer Partisaneneinheit Kontakt aufzunehmen. Nach anfänglichem Misstrauen, langen Verhören und einem letztlich abgelegten Schwur („Ich, ein Bürger Deutschlands und Sohn eines Kommunisten schwöre, daß ich die Waffe nicht eher aus der Hand legen werde, bis die russische Erde und mein Vaterland vom faschistischen Geschmeiß befreit sind.“) begann er, ab Februar 1942 regelmäßig an Operationen der Partisanen vor allem als Aufklärer teilzunehmen. Anfangs hatte er keine eigene Waffe und wurde von sowjetischen Bewachern begleitet. Erst als er einem von ihnen nach dessen Verwundung die Waffe entriss und mit dieser einen sich ihm aufzeigenden Hinterhalt durch das Erschießen deutscher Soldaten aufdeckte und so den Partisanen den Sieg ermöglichte, vertrauten ihm die Partisanen. Schmenkel nutzte auch immer wieder seine deutsche Uniform, um Überfälle auf deutsche Posten zu ermöglichen oder einzelne Fahrzeuge und ihre Insassen zu überrumpeln.
Bereits im Frühjahr 1943 erhielt er vom Präsidium des Obersten Sowjets der UdSSR für seine aktive Partisanentätigkeit den Rotbannerorden. Schmenkel wurde auf Einsätze im Hinterland des Gegners vorbereitet. Nachdem er als Kundschafter Ende Dezember 1943 die Frontlinien überschritten hatte, geriet er in einen Hinterhalt und wurde festgenommen, da er trotz seiner sowjetischen Uniform wegen seines gebrochenen Russischs auffiel. Am 15. Februar 1944 wurde er von einem deutschen Kriegsgericht in Minsk zum Tode verurteilt und eine Woche später am 22. Februar 1944 durch ein Erschießungskommando hingerichtet.
Schmenkels Familie ließ sich nach Kriegsende im sächsischen Plauen nieder, wo seine Frau in einer Plauener Baumwollspinnerei tätig war. Schmenkels Sohn Hans war nach seinem Wehrdienst im Ministerium für Staatssicherheit tätig.

## Postume Ehrungen
Nachdem Fritz Schmenkel 1964 postum den Titel Held der Sowjetunion erhalten hatte, wurde in der DDR eine größere Zahl Straßen, Schulen und anderer Einrichtungen nach ihm benannt. Auch das Jagdfliegergeschwader 1 der NVA trug bis zu seiner Auflösung 1990 seinen Namen. 1977 produzierte die DEFA den Film Ich will euch sehen über Fritz Schmenkel.
Nach der Wende verschwand vielerorts der Name Fritz Schmenkel. So wurde beispielsweise 1992 die Fritz-Schmenkel-Straße in Berlin-Karlshorst in Rheinsteinstraße rückbenannt. An dieser Straße befindet sich das Gebäude des heutigen Museums Berlin-Karlshorst, in dem im Mai 1945 die bedingungslose Kapitulation der deutschen Wehrmacht unterschrieben wurde.
Am Gebäude der Betriebsberufsschule des RAW Franz Stenzer in Berlin-Friedrichshain gab es unter einer Porträt-Relieftafel eine Gedenktafel mit folgender Inschrift: „Fritz Schmenkel, geb. am 16. Februar 1916, ein Leben als Kommunist und Patriot. Ermordet von den Faschisten am 22. Februar 1944.“ Die Grundorganisation der Gesellschaft für Sport und Technik (GST) dieser Schule trug den Ehrennamen Fritz Schmenkel, wie die Schrift auf einer großen Putzfläche neben dem Eingang verkündete.

## Medien
- Film 1977, Ich will euch sehen (mit Walter Plathe als Fritz Schmenkel)